# جوزيف مارتن كرولي
جوزيف مارتن كرولي (بالإنجليزية: Joseph Martin Crowley)‏ هو سياسي أمريكي، ولد في 1871. حزبياً، نشط في الحزب الديمقراطي. وقد انتخب عضو جمعية ولاية ويسكونسن.